# گیزلدا ولودی
گیزلدا ولودی (ایتالیایی: Giselda Volodi؛ زادهٔ ۲۸ سپتامبر ۱۹۵۹) بازیگر اهل ایتالیا است.
از فیلم‌ها یا برنامه‌های تلویزیونی که وی در آن نقش داشته‌است، می‌توان به دوازده یار اوشن، هادسن هاوک، معجزه در سنت آنا، پیامدهای عشق، خواب آفریقا رو دیدم، او آن پسر بود، هتل بزرگ بوداپست و قصه قصه‌ها اشاره کرد.